# Duplex-Verfahren
In der Filmtechnik gibt es neben dem Simplex- das Duplex-Verfahren und auch noch verschiedene Triplex-Verfahren.
Beim Simplex-Verfahren werden die Phasenbilder in der Reihenfolge 1, 2, 3, 4, 5, 6, 7, 8 usw. mit einem Filmantrieb aufgenommen und wiedergegeben. Während des Filmtransports besteht eine Dunkelphase, erzeugt durch eine Umlaufblende. Das Laufbild flimmert.
Mit dem Duplex-Verfahren kann das lästige Flimmern ausgeschaltet werden. Die Phasenbilder werden mit zwei Filmantrieben abwechselnd dargestellt, wobei die ungeradzahligen Bilder durch den einen Mechanismus und die geradzahligen durch den anderen laufen. Mit zwei Objektiven werden die Bilder an der Bildwand zur Deckung gebracht und mit einer geeigneten Blende jeweils ein stillstehendes Phasenbild projiziert, während das nächste verdeckt in Position gebracht wird. Die Bildwand ist andauernd beleuchtet. Die Bildfrequenz eines jeden Mechanismus ist die halbe gegenüber dem Simplex-Verfahren.
Max Skladanowsky wandte mit seinem Bioskop 1895 das Duplex-Verfahren an, William Green nutzte es 1896 für John Alfred Prestwich. Bei Skladanowsky handelt es sich um das Zweistreifen-Duplex, bei Green um das Einstreifen-Duplex. Dabei sind auf einem Film die geradzahligen Bilder um die so genannte Duplex-Parallaxe gegen die ungeradzahligen versetzt angeordnet und ineinander verschränkt. Die Duplex-Parallaxe ist stets eine ungerade Anzahl Filmschritte.
Die Einstreifenabfolge kann also so aussehen: 1-leer-3-2-5-4-7-6-9-8-11-10-usw.
1923 erlangte Alcide Viviani ein Patent auf das Einstreifen-Duplex-Verfahren, obschon es damals eigentlich nicht mehr patentierbar war.

## Hauptvorteil
Mit dem Duplex-Verfahren kann man die Bildfrequenz beliebig wählen, bis zum Stillstand hinab, ein Phasenbild schiebt in angenehmer Weise das andere weg. Voraussetzung dazu sind zwei Lichtquellen, die möglichst gleichmäßig und gleich stark leuchten.
Triplex-Verfahren werden für gewisse Farbfilmsysteme genutzt.